# Eophileurus malyi
Eophileurus malyi är en skalbaggsart som beskrevs av S. Endrödi 1978. Eophileurus malyi ingår i släktet Eophileurus och familjen Dynastidae. Inga underarter finns listade i Catalogue of Life.